# Rafael de la Rosa
Rafael de la Rosa Vázquez (Barcelona, 1919 - Palma de Mallorca, 2007) fue el último alcalde de la dictadura franquista en Palma de Mallorca.
Estudió ingeniería naval en Madrid, disciplina de la que llegó a ser doctor honoris causa. En 1937 visitó por primera vez Mallorca y en 1947 fijó su residencia en la isla de manera definitiva.
Fue alcalde de la capital mallorquina entre 1972 y 1976. Entre sus principales proyectos como alcalde destaca la modernización de la ciudad. Entre las reformas que llevó a cabo destacan las Avenidas, la remodelación de la estación de la Plaza de España y el primer aparcamiento subterráneo de Palma de Mallorca (Plaza Conde Roselló) que fue inaugurado en 1973. Además, también se construyeron el cuartel de la Policía Local, el Parque de Bomberos y el Polideportivo Municipal Germans Escales. Urbanísticamente, en 1973 se aprobó el Pla General d'Ordenació Urbana (PGOU) (Plan General de Distribución Urbana). También se iniciaron las obras del Parque del mar, frente la Catedral, y el Paseo Marítimo.
En 1976 se retiró de la política. Fue galardonado con la Medalla de Oro Ciudad de Palma
Falleció el 29 de mayo de 2007, a la edad de 88 años.
| Predecesor: Gabriel Alzamora López | Alcalde de Palma de Mallorca 1972 - 1976 | Sucesor: Paulí Buchens Adrover |

- Datos: Q6098139